# Corematosetia naumanni
Corematosetia naumanni is een vlinder uit de familie wespvlinders (Sesiidae), onderfamilie Tinthiinae.
Corematosetia naumanni is voor het eerst wetenschappelijk beschreven door Kallies & Arita in 2001. De soort komt voor in het Oriëntaals gebied.